# Władysław Umiastowski
Władysław Umiastowski (13 marca 1834 w Wilnie - 16 stycznia 1905 w Wilnie) – hrabia, zamożny ziemianin, właściciel licznych dóbr na Litwie i dzisiejszej Białorusi oraz w Królestwie Polskim (Rękoraj).
Potomek możnego rodu comites Pierzchała-Umiastowskich (von Nandelstädt) herbu Roch III, syn Kazimierza i Józefiny z hrabiów Dunin-Rajeckich. Otrzymał od papieża Leona XIII tytuł conte papieskiego (hrabiego) w 1882 roku.
Marszałek powiatu trockiego, oficer wojska carskiego, dziedzic Żemłosławia. Fundator kościoła w Sobotnikach, gdzie został pochowany.
Żoną Władysława była późniejsza markiza (margrabina) – tytuł otrzymany od papieża Benedykta XV – Janina z hrabiów Ostroróg-Sadowskich Umiastowska, założycielka "Żemłosławskiej Fundacji Naukowej" przy Uniwersytecie Wileńskim oraz testamentalnej "Fondazione Romana Marchesa J.S. Umiastowska" - działającej do dziś w Rzymie fundacji, która m.in. prowadzi bibliotekę ze zbiorem wydawnictw na temat 2. Korpusu i polonikami włoskimi.

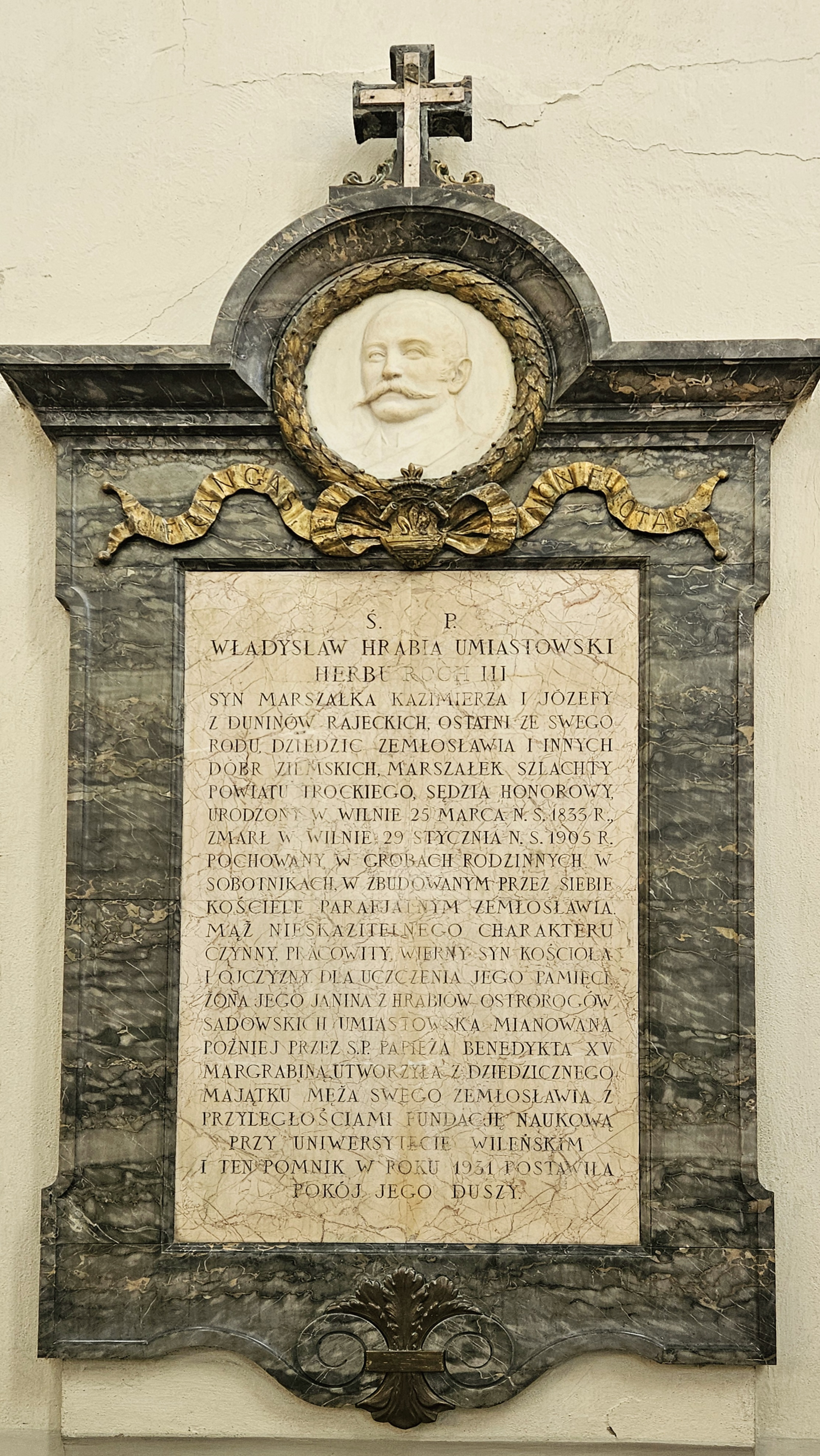
Pomnik w kościele św. Jana w Wilnie